# Diguetia canities
Diguetia canities är en spindelart som först beskrevs av Henry Christopher McCook 1889.  Diguetia canities ingår i släktet Diguetia och familjen Diguetidae.

## Underarter
Arten delas in i följande underarter:
- D. c. dialectica
- D. c. mulaiki